# Ухачевський Сергій Юрійович
Сергій Ухачевський (нар. 14 липня 1966, м. Тернопіль) — український письменник, сценарист, журналіст, продюсер, менеджер.

## Життєпис
Закінчив відділення української мови та літератури філологічного факультету Тернопільського педагогічного інституту (тепер — Тернопільський національний педагогічний університет імені Володимира Гнатюка).
Служив у Радянській армії. Брав участь у війні в Афганістані.
Працював журналістом, редактором у різних комерційних структурах.
Перший його художній твір, «Осінні ілюзії», був опублікований у літературному журналі «Тернопіль».
Автор теле та кіносценаріїв для телеканалів Discovery, National Geographic, Інтер і кількох кінокомпаній.
Учасник Майдану й АТО, був поранений. Волонтер, Голова ГО "Міжнародна спілка волонтерів України".

## Видані книжки
- «Пройдисвіти» (1994);
- «Проходимцы» (1998, 2005, 2006);
- «Киев бандитский. Динозавры отечественного рэкета»[2] (2002);
- «Проходимцы. Игра со смертью» (2006);
- «Чужа гра» (2003);
- «Стіна. Осінні ілюзії»[3] (2009; 2019)
- «Казка Старого Мельника»[4] (2015);
- «Карпатський капкан»[5] (2015);

- «Легенди нескореної зими» (2016).
- «Такий шалений рік» [Текст]: роман / С. Ухачевський. – Тернопіль: Навч. кн.-Богдан, 2019. – 223 с. – (Авантюрний роман).
- «Божевільний рейд»  [Текст]: роман / С. Ухачевський. – Тернопіль: Навч. кн.-Богдан, 2019. – 255 с. – (Авантюрний роман)
- «Тексти Сергія Ухачевського завжди дуже „живі“, насичені, динамічні. Ти не встигаєш перевести подих, як історія вже підходить до фіналу. А його бойовий досвід вберігає читача від „військових ляпів“, які регулярно трапляються у письменників» (Петро Мацкевич, головний редактор видавництва «Кальварія».)

## Відзнаки
- «Золотий письменник України» (2016)[6].